# Собственное движение

Собственное движение звезды Барнарда с 1985 по 2005 с интервалом в 5 лет

Со́бственное движе́ние — изменения координат звёзд на небесной сфере, вызванные относительным движением звёзд и Солнечной системы. В них не включают периодические изменения, вызванные движением Земли вокруг Солнца (годичный параллакс, аберрация света), и движение, вызванное прецессией экваториальной системы координат.
Более строгое определение: «Собственным движением звезды в астрономии называют величины, характеризующие её угловое перемещение на небесной сфере в заданной системе координат за единицу времени»

## Определения
Если какая-либо звезда наблюдалась дважды в эпоху {\displaystyle t_{1}} и эпоху {\displaystyle t_{2}} и её видимые экваториальные координаты — прямое восхождение (α) и склонение (δ) — приведены в систему фундаментального каталога FK5 (эпоха T0), то её собственные движения по указанным координатам определяются как
{\displaystyle \mu _{\alpha }={\frac {\alpha _{2}-\alpha _{1}}{t_{2}-t_{1}}},}
{\displaystyle \mu _{\delta }={\frac {\delta _{2}-\delta _{1}}{t_{2}-t_{1}}}.}
Они обычно выражаются в угловых секундах в год или в тысячных долях угловой секунды (угловых миллисекундах, mas) в год и могут быть положительными и отрицательными.
Следует отметить, что координатные линии равного склонения, вдоль которых отсчитывается прямое восхождение, вообще говоря, не являются геодезическими (большими кругами небесной сферы), поэтому скорость изменения координаты α не является компонентой угловой скорости светила, в отличие от скорости изменения координаты δ. Для пересчёта в компоненту угловой скорости величину μα необходимо домножить на косинус склонения:
{\displaystyle \mu _{\alpha *}=\mu _{\alpha }\cdot \cos \delta .}

Компоненты собственного движения звезды на небесной сфере. Северный и южный полюса мира обозначены как CNP и CSP, точка весеннего равноденствия — V, направление движения звезды по небесной сфере показывают стрелки. Вектор собственного движения — μ, прямое восхождение — α, склонение — δ, позиционный угол — θ

Величину μα* называют редуцированным собственным движением по прямому восхождению; она совпадает с μα только на небесном экваторе. В каталогах в качестве μα может быть указано редуцированное или нередуцированное собственное движение по прямому восхождению; так, в каталоге HIPPARCOS приводятся редуцированные собственные движения звёзд (компоненты угловой скорости).
Полное собственное движение μ (абсолютная величина двумерного вектора скорости звезды на небесной сфере) определяется как
{\displaystyle \mu ={\sqrt {\mu _{\alpha *}^{2}+\mu _{\delta }^{2}}}={\sqrt {\mu _{\alpha }^{2}\cdot \cos ^{2}\delta +\mu _{\delta }^{2}}}.}
Эта величина всегда неотрицательна. Позиционный угол θ собственного движения звезды отсчитывается от направления на север против часовой стрелки и определяется из соотношений
{\displaystyle \sin \theta ={\frac {\mu _{\alpha }\cos \delta }{\mu }}={\frac {\mu _{\alpha \ast }}{\mu }}\ ,}
{\displaystyle \cos \theta ={\frac {\mu _{\delta }}{\mu }}\ .}
Определённые таким способом собственные движения звёзд иногда называют меридианными, так как они определяются в результате сравнения двух положений, полученных посредством наблюдений на меридианных кругах. Массовые определения меридианных собственных движений звёзд стали возможными уже в XIX веке в результате создания нескольких десятков меридианных каталогов, приведённых к некоторой одной фундаментальной системе. Наибольшее число (33 342) положений и собственных движений звёзд (в том числе слабых — до 9-й звёздной величины) в одной системе приведено в известном общем каталоге «General Catalogue» Льюиса Босса (1910 год). Ошибки собственных движений в этом каталоге составляют ± (0,005—0,15)″/год. Положения и движения звёзд несвободны от систематических ошибок. Новые фундаментальные каталоги звёзд FK4 и FK5 сохраняют ошибки собственных движений на уровне ± (0,002—0,005)″/год, однако эти каталоги охватывают лишь небольшое число избранных, в основном ярких звёзд. К 1995 году было известно не менее 50 000 меридианных собственных движений звёзд от самых ярких до 9-й звёздной величины. Ошибки этих собственных движений могут быть от ± 0,002″ до ± 0,010″ в зависимости от продолжительности истории наблюдений. По величине большинство известных собственных движений меньше 0,050″/год, однако встречаются и большие собственные движения. Так, самое высокое значение собственного движения имеет «летящая» звезда Барнарда — 10,358″/год. Вторую и третью строчку в рейтинге самых быстро перемещающихся звёзд на небесной сфере занимают звезда Каптейна (8,670″/год) и звезда Аргеландера (7,059″/год).
Связь между расстоянием и собственным движением звезды определяется из соотношения
{\displaystyle \mu ={\frac {1}{4{,}74}}{\frac {V_{t}}{D}}.}
Здесь {\displaystyle V_{t}} — проекция на небесную сферу пространственной скорости звезды в системе координат, движущейся вместе с Солнцем, D — расстояние до звезды в парсеках (1 пк = 206 265 астрономических единиц = 3,26 светового года). Размерность {\displaystyle V_{t}} — км/с, размерность μ — угловая секунда в год.

## Способы измерения
В конце XIX века в практику наблюдательной астрономии прочно внедрилась фотография. В связи с этим развились фотографические методы определения собственных движений звёзд.
Фотографические собственные движения звёзд определяются сравнением измеренных положений звёзд на различных пластинках, полученных в разные эпохи. В силу этого фотографические собственные движения неизбежно остаются относительными, то есть определяют движение одних звёзд относительно некоторой группы других звёзд (так называемых опорных звёзд), о движении которых делаются более или менее правдоподобные предположения. Таким образом, чтобы перейти от фотографических собственных движений звёзд к меридианным (имеющим смысл инерциальных или «абсолютных»), необходимо выполнить дополнительное исследование, которое астрономы иногда называют абсолютизацией и которое редко бывает безупречным.
Главное достоинство фотографических собственных движений в их относительно высокой точности и массовости в отношении самых слабых звёзд. Это обстоятельство делает их незаменимым наблюдательным материалом при статистических исследованиях, связанных с определением дисперсий пекулярных (индивидуальных) движений звёзд и распределением движений звёзд, отнесённых к разным типам звёздного населения.
Существенным недостатком фотографических собственных движений звёзд является их несвобода от разного рода систематических ошибок, связанных с фотографическим методом наблюдений. Это так называемые ошибки «уравнения блеска», «уравнения цвета» и некоторые другие, связанные с несовершенством оптики широкоугольных телескопов, применяемых в астрофотографии. Перечисленные ошибки выражаются в систематическом смещении изображений звёзд на пластинке в зависимости от яркости, цвета звёзд и их положения на пластинке. Эти ошибки трудно калибруются, так как они зависят ещё от постоянно изменяющихся условий наблюдений (прозрачности атмосферы, ветра, качества изображений).
Новой эпохой в определении собственного движения звёзд стал полёт спутника Hipparcos (HIgh Precision PARarallax COllecting Satellite), который за 37 месяцев работы провёл миллионы измерений звёзд. В результате работы получилось два звёздных каталога. Каталог HIPPARCOS содержит измеренные с ошибкой порядка одной тысячной угловой секунды координаты, собственные движения и параллаксы для 118 218 звёзд. Такая точность для звёзд достигнута в астрометрии впервые. Во втором каталоге — TYCHO — приводятся несколько менее точные сведения для 1 058 332 звёзд. Создание этих двух каталогов ознаменовало рождение нового направления — космической астрометрии.
Сейчас во многих странах ведутся работы по созданию новых проектов астрометрических измерений из космоса. В России имеются два таких проекта — ЛОМОНОСОВ и СТРУВЕ, подготовленные соответственно астрономами Государственного астрономического института имени Штернберга в Москве и астрономами Пулковской обсерватории в Санкт-Петербурге.
В 2013 году был запущен европейский аппарат Gaia (Global Astrometric Interferometer for Astrophysics). Целью этого проекта является измерение координат, собственных движений и параллаксов для 50 миллионов звёзд с точностью лучше, чем 10 микросекунд дуги.

## История открытия
Открытие движений «неподвижных» звёзд принадлежит знаменитому английскому астроному Эдмунду Галлею, обнаружившему в 1718 году, что некоторые яркие звёзды из каталога Гиппарха — Птолемея заметно изменили свои положения среди других звёзд. Это были: Сириус, сместившийся к югу почти на полтора диаметра Луны, Арктур — на два диаметра к югу и Альдебаран, сместившийся на 1/4 диаметра Луны к востоку. Замеченные изменения нельзя было приписать ошибкам каталога Птолемея, не превосходившими, как правило, 6′ (1/5 диаметра Луны). Открытие Галлея вскоре (1728 год) было подтверждено другим английским астрономом, Джеймсом Брадлеем, который более известен как первооткрыватель годичной аберрации света. В дальнейшем определениями движений звёзд занимались Тобиас Майер (1723—1762), Никола Лакайль (1713—1762) и многие другие астрономы вплоть до Фридриха Бесселя (1784—1846), положившие начало современной фундаментальной системе положений звёзд.